# サーブ・シリル
サーブ・シリル（Sabu Cyril、1962年1月27日 - ）は、インドのプロダクションデザイナー。国家映画賞 美術賞を4回、フィルムフェア賞 美術賞とフィルムフェア賞 南インド映画部門美術賞を合計6回受賞し、第42回サターン賞にノミネートされた。『ロボット』で国際的に高い評価を得ており、長年にわたる活動により、インドにおいて最も著名で契約料の高額な美術監督として知られている。

## 生い立ち
ケララ州の出身で、1985年にチェンナイ国立芸術大学を卒業した。シリルの両親は生計を立てる困難さから芸術大学への進学に反対していた。

## キャリア
1982年から1988年にかけて、フリーランスのグラフィックデザイナーとしてウェルカムグループ・ホテル、タージ・ホテルズ・リゾーツ&パレスで働いていた。1985年に芸術大学を卒業した時点で5000ルピーの仕事の依頼を受けており、シリルは「このころ私は8000ルピーを稼ぎ出していたので、フリーランスとしての活動を続けることにしました」と語っている。1988年から美術監督として活動を始め、マラヤーラム語、ヒンディー語、タミル語、テルグ語、カンナダ語で2500以上の広告、テレビシリーズ3本、映画115本を製作した他、いくつかのステージショーも手掛けている。1990年にアショーク・クマールの依頼で『Iyer the Great』の製作に第2班の監督の一人として参加し、1996年にはミス・ワールドのステージ・デザインを担当した。

## 主なフィルモグラフィー

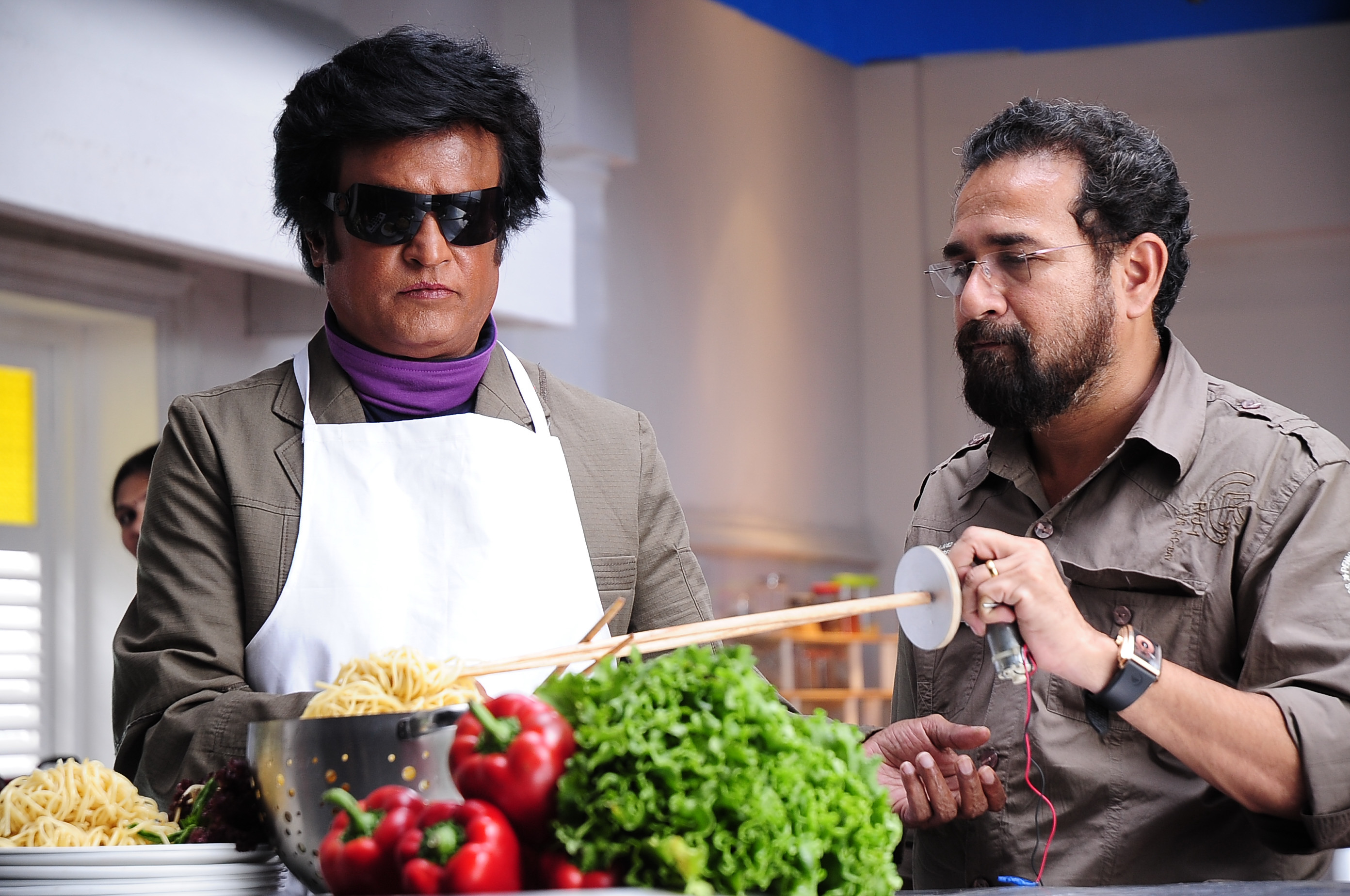
『ロボット』撮影時のシリルとラジニカーント

- 恋する輪廻 オーム・シャンティ・オーム（2007年）
- アラジン 不思議なランプと魔人リングマスター（2009年）
- ロボット（2010年）
- ラ・ワン（英語版）（2011年）
- ターバン魂（英語版）（2012年）
- クリッシュ（英語版）（2013年）
- Lingaa リンガー（2014年）
- バーフバリ 伝説誕生（2015年）
- バーフバリ 王の凱旋（2017年）
- サーホー（2019年）
- RRR（2022年）
- デーヴァラ（2024年）

## 受賞歴
| 年度                                         | 部門                 | 作品名                                | 結果       | 出典       |
| 国家映画賞                                   | 国家映画賞           | 国家映画賞                            | 国家映画賞 | 国家映画賞 |
| -------------------------------------------- | -------------------- | ------------------------------------- | ---------- | ---------- |
| 1994年                                       | 美術賞               | Thenmavin Kombath                     | 受賞       | [ 5 ]      |
| 1995年                                       | 美術賞               | Kaalapani                             | 受賞       | [ 6 ]      |
| 2007年                                       | 美術賞               | 恋する輪廻 オーム・シャンティ・オーム | 受賞       | [ 7 ]      |
| 2010年                                       | 美術賞               | ロボット                              | 受賞       | [ 8 ]      |
| ナンディ賞                                   |                      |                                       |            |            |
| 2015年                                       | 美術監督賞           | バーフバリ 伝説誕生                   | 受賞       |            |
| ケララ州映画賞                               |                      |                                       |            |            |
| 1994年                                       | 美術監督賞           | Thenmavin Kombath                     | 受賞       |            |
| 1995年                                       | 美術監督賞           | Kaalapani                             | 受賞       |            |
| タミル・ナードゥ州映画賞                     |                      |                                       |            |            |
| 2002年                                       | 美術監督賞           | Kannathil Muthamittal                 | 受賞       | [ 9 ]      |
| フィルムフェア賞                             |                      |                                       |            |            |
| 1994年                                       | 美術賞               | Gardish                               | 受賞       |            |
| 2005年                                       | 美術賞               | Yuva                                  | 受賞       |            |
| フィルムフェア賞 南インド映画部門            |                      |                                       |            |            |
| 2005年                                       | 美術賞               | Anniyan                               | 受賞       | [ 10 ]     |
| 2010年                                       | 美術賞               | ロボット                              | 受賞       |            |
| 2017年                                       | 美術賞               | バーフバリ 王の凱旋                   | 受賞       | [ 11 ]     |
| 2022年                                       | 美術賞               | RRR                                   | 受賞       | [ 12 ]     |
| ヴィジャイ・アワード                         |                      |                                       |            |            |
| 2014年                                       | 美術監督賞           | Lingaa リンガー                       | 受賞       |            |
| 国際インド映画アカデミー賞                   |                      |                                       |            |            |
| 2007年                                       | 美術監督賞           | 恋する輪廻 オーム・シャンティ・オーム | 受賞       |            |
| 2010年                                       | 美術監督賞           | ロボット                              | 受賞       |            |
| 2011年                                       | 美術監督賞           | ラ・ワン                              | 受賞       |            |
| 南インド国際映画賞                           |                      |                                       |            |            |
| 2012年                                       | 次世代賞（美術部門） | 次世代賞（美術部門）                  | 受賞       |            |
| グローバル・インディアン・フィルム・アワード |                      |                                       |            |            |
| 2004年                                       | 美術監督賞           | Main Hoon Na                          | 受賞       |            |
| ケララ映画批評家協会賞                       |                      |                                       |            |            |
| 1994年                                       | 美術監督賞           | Thenmavin Kombath                     | 受賞       |            |
| 国際タミル映画賞                             |                      |                                       |            |            |
| 2003年                                       | 美術監督賞           | Boys                                  | 受賞       |            |
| アジアネット映画賞                           |                      |                                       |            |            |
| 1999年                                       | 美術監督賞           | Kannezhuthi Pottum Thottu             | 受賞       |            |
| 1999年                                       | 美術監督賞           | Megham                                | 受賞       |            |
| ケララ映画ジャーナリスト賞                   |                      |                                       |            |            |
| 1991年                                       | 美術監督賞           | Adwaytham                             | 受賞       |            |
| ケララ・ジャーナキヤ・アワード               |                      |                                       |            |            |
| 1995年                                       | 美術監督賞           | Maanthrikam                           | 受賞       |            |
| カウムディ・アワード                         |                      |                                       |            |            |
| 1994年                                       | 美術監督賞           | Thenmavin Kombath                     | 受賞       |            |